# エアフルト連合議会選挙
エアフルト連合議会選挙（エアフルトれんごうぎかいせんきょ、ドイツ語: Wahlen zum Erfurter Unionsparlament）は、ドイツにおいてエアフルト憲法を審議するエアフルト連合議会の議員を選出するために実施された選挙であり、1849年8月から1850年3月まで行われた。

## 概要
エアフルト連合議会選挙は、国民院（Volkshaus）の選挙と連邦院（Staatenhaus）の選挙とを区別しなければならない。国民院の選挙においては、選挙権を有する市民が選挙人団のメンバーを選出する選挙と、その後、選挙人団のメンバーが国民院の議員を選出する選挙とに区別される。他方、連邦院の選挙においては、連邦院の議員の半数が各邦の議会において選出され、残りの半数は各邦の政府によって任命された。しかしながら、多くの邦において選挙が実施されなかったため、連邦院の議員定数120名のうち91名しか選出されなかった。

## 法的根拠
国民院議員の選挙は、国民院議員選挙法に基づいて実施された。この法律は、エアフルト憲法草案と同様に、1849年5月26日に制定された。憲法草案と選挙法は、いずれもフランクフルト憲法及びこれに基づく国民院議員選挙法に倣ったものであるが、フランクフルト憲法及びその選挙法よりも保守的に修正されている。この選挙を実施するために、各邦は、法律及び命令を制定した。
国民院議員選挙法は、富裕層にとって有利な三級選挙法とされていた。直接国税を納め、居住地の地方選挙に投票することができる男性のみが、国民院議員選挙の選挙権を有していた。さらに、有権者は、納税額に応じて3つの階級に分かれて投票を行った。そのため、少数の富裕層が、はるかに貧しい人々と同数の議員を選出することとなった。

## 国民院

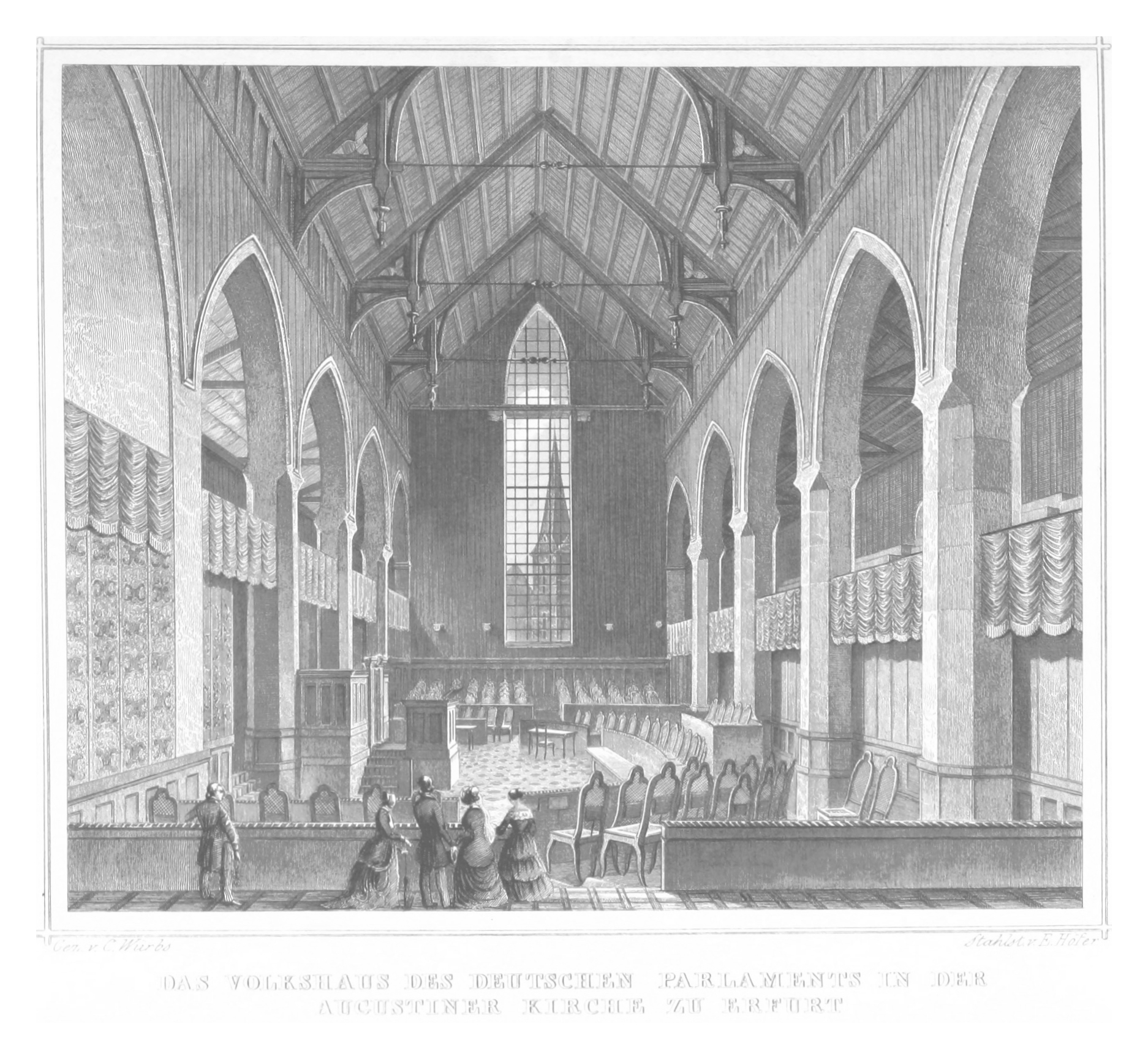
国民院

制限的な三級選挙法は、多くのドイツ人を失望させ、それがため、ほとんどの民主主義者と左派の自由主義者が国民院議員選挙をボイコットした。これは、大ドイツ主義者のカトリックにも当てはまることであり、彼らは、エアフルト連合の政策がオーストリア帝国をドイツから締め出していることに対して抗議していた。ボイコットの背景には、投票率の低さが連邦の正統性を失わせることに繋がるという考えが存在していた。
とはいえ、選挙法との関係で、左派の候補者が当選する可能性は全く存在しなかった。しかしながら、シュヴァルツブルク＝ゾンダースハウゼン侯国という小邦においては、カール・レブリングという自由民主主義者が連邦院議員に選出された。プロイセン王国の保守派は、プロイセンがドイツの連邦国家に吸収されてしまうのを防ぐために、国民院議員として立候補した。フランクフルト国民議会の旧自由主義中道派議員の多くは、時に不本意であるとしても、エアフルト連合の連邦政策を支持した。彼らは、1849年6月末のゴータ会議においても、連邦政策への支持に同意していた。民主主義者による選挙のボイコットがあったため、多くの場所で、特に、自由主義者が強く、有権者をほとんど動員することなく保守派を破ったところでは、本格的な選挙戦が行われることはなかった。
例えば、プロイセン州（後に、東プロイセンと西プロイセンとに分割される。）においては、240万人の住民が存在したが、このうち、選挙権を有する男性は、約30万人、すなわち、全住民の12.1パーセントであった。第一階級には19,581人、第二階級には50,396人、第三階級には230,590人の有権者が存在したが、このうち、実際に投票した有権者は、第一階級では38.6パーセント、第二階級では31.8パーセント、第三階級ではわずか22.3パーセントにすぎなかった。3つの階級を合算すると、プロイセン州の投票率は、24.9パーセントであった。これは、1849年のプロイセン衆議院議員選挙（31.9パーセント）をさらに下回り、ドイツ全体の選挙において最低の投票率であった。
他方、例えば、ヘッセン選帝侯国やシャウムブルク＝リッペ侯国においては、投票率が比較的高かった。全体では、有権者の35.8パーセントが投票し、階級による投票率の差は極めて小さかった。ヘッセン選帝侯国のいくつかの選挙区では、有権者の40〜50パーセントが投票したが、フルダの選挙区では、投票率がわずか18パーセント（第三階級では5.8パーセント）にとどまった。したがって、ヨッヘン・レンゲマンによれば、投票率は、地域の政治的傾向によって左右されるものであったと考えられている。いずれにせよ、エアフルト連合議会を正当化するためには、一般的に、いずれの場所でも投票率が低すぎたと主張することはできない。
国民院議員選挙は、1849年11月から1850年1月にかけて実施された。候補者が立候補を辞退し、又は複数の選挙区において当選したため、いくつかの選挙区においては、選挙の実施が遅延した。1850年3月及び4月の議会では、それ以前とは異なり、全ての選挙区から議員を選出されていた。なお、唯一の例外として、バーデンの国民院議員は、予備選挙を経ることなく、邦政府によって連邦院に送られたため、バーデンにおいては、国民院議員が選出されなかった。

## 連邦院

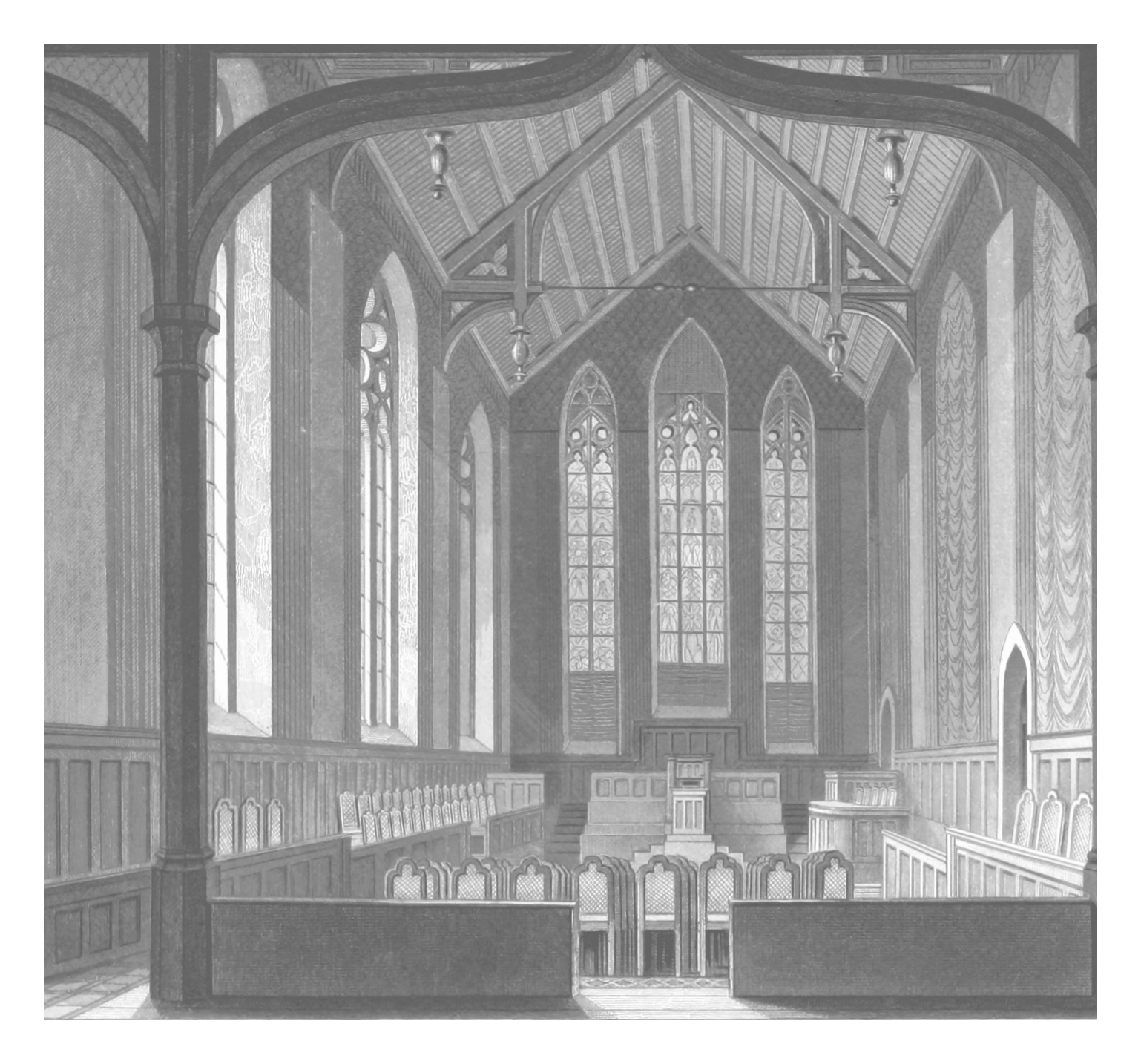
連邦院

1849年8月22日、メクレンブルク＝シュヴェリーンの2名の議員が連邦院議員の第一号となった。1850年3月18日、ナッサウ公国、ザクセン＝コーブルク＝ゴータ公国、シュヴァルツブルク＝ルードルシュタット侯国が最後の1名を選出した。合計120名の議員が選出される予定であったが、ハノーファー王国及びザクセン王国の議員のほか、ヘッセン大公国の2人目の議員、オルデンブルク、メクレンブルク＝シュトレーリッツ、シャウムブルク＝リッペ侯国の各議員は選出されなかったため、議員は総勢91名しか存在しなかった。
管理委員会（Verwaltungsrat）は、1850年4月29日に会期を終了したが、選挙期間は終了していなかった。訓令を辞した者がいる場合には、選挙によって再び補充することが可能であった。例えば、プロイセンにおいては、1850年7月16日の時点で、プロイセン第12選挙区において未だ補欠選挙が行われており、ボート・ハインリヒ・ツー・オイレンブルクが国民院議員に選出された。